# Amtsgericht Peitz

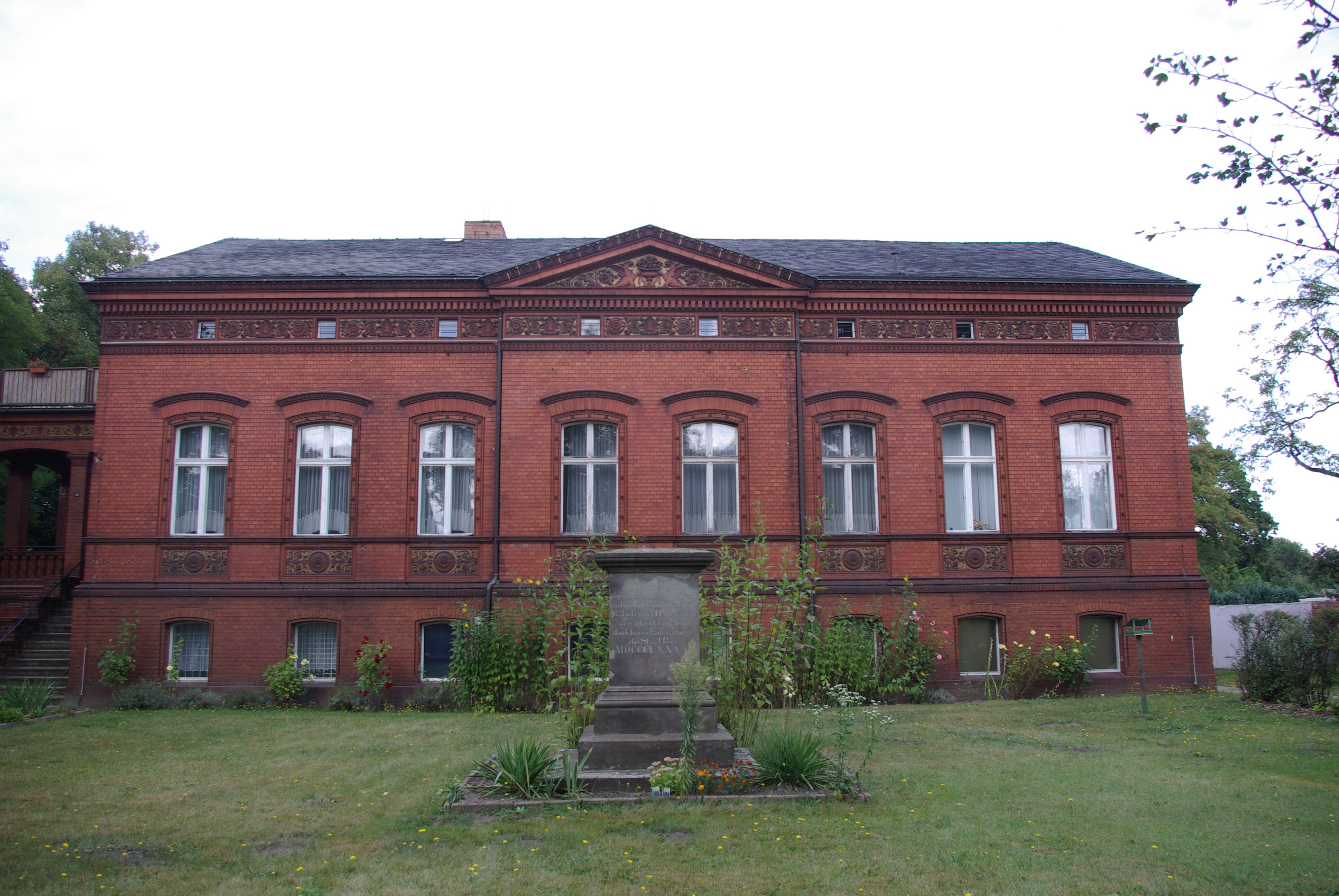
Ehem. Amtsgerichtsgebäude (2009)

Das Amtsgericht Peitz war ein preußisches Amtsgericht mit Sitz in Peitz, Provinz Brandenburg.

## Geschichte
Ab 1849 bestand das Kreisgericht Cottbus mit einer Zweigstelle (Gerichtskommission) in Peitz. Übergeordnet war das Appellationsgericht Frankfurt a. d. Oder. Im Rahmen der Reichsjustizgesetze wurden diese Gerichte aufgehoben und reichsweit einheitlich Oberlandes-, Land- und Amtsgerichte gebildet. Das königlich preußische Amtsgericht Peitz wurde mit Wirkung zum 1. Oktober 1879 als eines von zwölf Amtsgerichten im Bezirk des Landgerichtes Cottbus im Bezirk des Kammergerichtes gebildet. Der Sitz des Gerichts war die Stadt Peitz. Sein Gerichtsbezirk umfasste aus dem Landkreis Cottbus der Stadtbezirk Peitz und die Amtsbezirke Drachhausen, Jänschwalde, Ottendorf, Schmogrow, Tauer und Zinswiesen. Am Gericht bestanden 1880 zwei Richterstellen. Das Amtsgericht war damit ein mittelgroßes Amtsgericht im Landgerichtsbezirk.
Zum 1. Juli 1951 wurde das Amtsgericht Peitz in eine Zweigstelle des Amtsgerichts Cottbus umgewandelt. 1952 wurden in der DDR die Amtsgerichte abgeschafft und stattdessen Kreisgerichte gebildet. Peitz kam zum Kreis Cottbus-Land, zuständiges Gericht war damit das Kreisgericht Cottbus-Land. Das Amtsgericht Peitz wurde aufgehoben und auch nach dem Zusammenbruch der DDR nicht neu gebildet.

## Gerichtsgebäude
Nach dem Ersten Weltkrieg nutzte das Amtsgericht das 1884 als Wohnhaus erbaute Gebäude August-Bebel-Straße 29. Von 1953 bis 1954 wurde das Haus wieder für Wohnzwecke umgebaut. Heute wird das Haus unter andern als Begegnungsstätte genutzt. Es steht als Baudenkmal unter Denkmalschutz.